# Андская лысуха
Андская лысуха (лат. Fulica ardesiaca) — водоплавающая птица семейства пастушковых. Обитает на болотах и пресноводных озёрах Аргентины, Боливии, Чили, Колумбии, Эквадора и Перу.

## Систематика
Международный союз орнитологов выделяет два подвида:
- Fulica ardesiaca atrura
- Fulica ardesiaca ardesiaca